# زیبس
زیبس (به آلمانی: Sibbesse) یک منطقهٔ مسکونی در آلمان است که در Sibbesse واقع شده‌است. زیبس ۵٬۹۰۰ نفر جمعیت دارد.